# 谷氏
谷氏（たにし、はざまし）は、日本の氏族である。
宇多源氏佐々木氏流の高島高信の三男谷重尚を祖とする系統と、丹波山家藩主家・華族の子爵家となった谷衛好を祖とする系統などがある。

## 佐々木経泰を祖とする系統
佐々木信綱の三男佐々木泰綱の長男佐々木経泰を谷氏の祖とする。1487年 近江源氏の主流 佐々木氏が近江八幡金剛に金剛城を築城した後、谷氏が近江八幡武佐に友定城(谷殿)を築城する。戦国時代には子孫の谷重春が佐々木氏後裔の六角義賢に属して、重春の子重則は富田長家の五男小吉郎(後の佐野信吉)の家臣となった。主君の小吉郎が下野の佐野氏の養子となって佐野城へ入ったのに従い重則も関東へ下った。慶長19年（1614年）に佐野家は改易となり、重則は鳥居忠政に仕え奥州岩城に移った。重則の長女高瀬局（久昌院）は徳川頼房の側室となり松平頼重と徳川光圀の生母となった。重則の長男重祐は初め保科正之に仕えた後に徳川頼房に仕え、頼房の子松平頼重の高松入封に従って高松に移った。その後谷家は大老や家老を務めた。

### 家系図
- 谷重尚 (佐々木信綱の三男佐々木泰綱の長男)

太郎左衛門
- 六郎右衛門
- 重宣 七郎右衛門
- 高親
- 重定
- 高衛
- 高親
- 親信 五郎左衛門
- 親重
- 重兼
- 重宗
- 重春（重治) 太郎左衛門
- 重則 左馬助
- 重祐 平右衛門
- 重可 将監
- 重良 式部
- 左馬之助 裕倫
- 佐市 裕主

## 谷衛好を祖とする系統
谷衛好の父である福田正之（谷野親衛の次子）は美濃の土豪であり、衛好は伯父綱衛の養子となって谷野姓を称した。斎藤道三や織田信長に仕え、晩年に姓を谷野から谷に改めた。衛好は羽柴秀吉に従うも、三木城攻めで戦死。
跡を継いだ子の衛友は武勇に秀でて秀吉の下で各地を転戦。加増を受けて最終的には丹波何鹿郡山家で1万6,000石を領した。秀吉没後に起こった関ヶ原の戦いでは西軍に与して田辺城の戦いに参加したが、やがて東軍に寝返ったために所領を安堵され、江戸幕府の幕藩体制下では外様大名として丹波山家藩主を務めた。衛友の死後、子孫は所領の分割を繰り返して最終的には1万石となった。
最後の藩主衛滋は、明治2年（1869年）6月の版籍奉還で山家藩知事に任じられ、明治4年（1871年）7月の廃藩置県まで同藩知事を務めた。
明治2年（1869年）6月17日の行政官達で公家と大名家が統合されて華族制度が誕生すると谷家も大名家として華族に列した。明治17年（1884年）7月7日の華族令の施行で華族が五爵制になると、同月8日に旧小藩知事として子爵に列せられた。
2代子爵閑衛の代の昭和前期には閑衛が日本製鉄八幡製鉄所に勤務していたため、福岡県八幡市清田町に在住していた。

### 系図
太線は実子、細線は養子。
```
 
衛好

  ┃
 
衛友

  ┣━━┳━━┳━━━━━━━┳━━┳━━━━━━━━━━━━━━━━┓
 
衛成
　
吉長
　
衛勝
　　　　　　
衛政
　
衛長
　　　　　　　　　　　　　　　
衛冬

  ┣━━┓　　┃　　　　　　　┣━━┳━━━━━━┳━━┳━━┓　　　┃
 
衛治
　
衛之
　
衛清
　　　　　　
衛利
　
衛次
　　　　　
衛則
　
衛吉
 
高原仲頼
 
衛周

 　　　 ┃　　┣━━┓　　　　┣━━┓　　　　　　┃　　　　　　　　　┃
 　　　
衛貞
　
頼衛
　
衛永
　　　
衛広
 
高城貞胤
　　　 
政勝
　　　　　　　　
衛常

　　　　┃　　┃　　┃　　　　┃　　　　　　　　　┃　　　　　　　　　｜
　　　 
衛晴
　
衛章
 
日根野高豊
 
衛憑
　　　　　　　　
衛明
　　　　　　　　
衛直

　　　　　　　┃　　　　　　　┃　　　　　　　　　┃　　　　　　　　　┣━━┓
　　　　　　 
衛平
　　　　　　
衛衝
　　　　　　　　
衛貞
　　　　　　　　
衛儔
　
衛轉

　　　　　　　┃　　　　　　　┣━━┳━━┓　　　┃　　　　　　　　　　　　┃
　　　　　　 
衛壽
　　　　　　
衛将
　
衛秀
 
遠山景煕
 
衛足
　　　　　　　　　　　
衛明

　　　　　　　┃　　　　　　　　　　┣━━┓　　　　　　　　　　　　　　　　┃
　　　　　　 
衛眞
　　　　　　　　　
衛量
　
衛睦
　　　　　　　　　　　　　　　
勝衛

　　　　　　　　　　　　　　　　　　┣━━┓　　　　　　　　　　　　　　　　┃
　　　　　　　　　　　　　　　　 　
衛萬
　
衛弥
　　　　　　　　　　　　　　　
衛裕

　　　　　　　　　　　　　　　　　　　　　｜
　　　　　　　　　　　　　　　　　　　　 
衛昉

　　　　　　　　　　　　　　　　　　　　　｜
　　　　　　　　　　　　　　　　　　　　 
衛弼

　　　　　　　　　　　　　　　　　　　　　｜
　　　　　　　　　　　　　　　　　 　　　
衛滋
(子爵)
　　　　　　　　　　　　　　　　　　　　　┃
　　　　　　　　　　　　　　　　　 　　　
閑衛
(子爵)
```